# Istituto mobiliare italiano
Istituto mobliare italiano, förkortat IMI, är ett italienskt statligt företag som grundades 13 november 1931 under Mussolinis fascistiska regering. VD var Teodoro Mayer. Banken spelade tillsammans med IRI en viktig roll i att stödja den italienska ekonomin och rädda den från fall efter Wall Street-kraschen.
Efter flera samgåenden upplöstes banken slutligen 1998.